# WEC 45
O WEC 45: Cerrone vs. Ratcliff foi um evento de MMA, promovido pelo World Extreme Cagefighting, ocorrido no The Pearl at The Palms em Paradise, Nevada. Esse foi o primeiro evento no The Pearl at The Palms.

## História
Damacio Page foiprogramado para enfrentar Takeya Mizugaki no evento, mas foi retirado do card e substituído por Scott Jorgensen.
Mackens Semerzier enfrentaria Erik Koch no evento, porém mais tarde foi confirmado que Koch, enfrentaria Jameel Massouh.
Estreando no Peso Pena Brandon Visher e Tyler Toner estavam programados para se enfrentam neste evento, mas Toner foi removido do evento e substituído pelo também estreante Courtney Buck. A luta entre Visher e Toner foi remarcada para WEC 48..
David Smith deveria fazer sua estréia contra John Hosman neste evento, mas mais tarde foi retirado do card devido a uma lesão e substituído pelo também estreante Chad George.

## Resultados

### Card Preliminar
- Peso Pena:  Jameel Massouh vs.  Erik Koch

Koch venceu por Decisão Unânime (30–27, 30–27 e 30–27).
- Peso Galo:  Brad Pickett vs.  Kyle Dietz

Pickett venceu por Finalização (gravata peruana) aos 4:36 do segundo round. A luta foi ao ar após a luta entre Njokuani e Horodecki.
- Peso Pena:  Brandon Visher vs.  Courtney Buck

Visher venceu por KO (socos) aos 4:45 do primeiro round. A luta foi ao ar após a luta entre Benavidez e Yahya.
- Peso Galo:  John Hosman vs.  Chad George

George venceu por Decisão Unânime (30–27, 30–27 e 30–27).
- Peso Leve:  Muhsin Corbbrey vs.  Zach Micklewright

Micklewright venceu por Decisão Unânime (30–27, 30–27 e 30–27).
- Peso Leve:  Bart Palaszewski vs.  Anthony Pettis

Palaszewski venceu por Decisão Dividida (30–27, 27–30 e 29–28).

### Card Principal
- Peso Galo:  Takeya Mizugaki vs.  Scott Jorgensen

Jorgensen venceu por Decisão Unânime (29–28, 29–28 e 29–28).
- Peso Galo:  Joseph Benavidez vs.  Rani Yahya

Benavidez venceu por TKO (socos) aos 1:35 do primeiro round.
- Peso Leve:  Anthony Njokuani vs.  Chris Horodecki

Njokuani venceu por TKO (golpes) aos 3:33 do primeiro round.
- Peso Leve:  Donald Cerrone vs.  Ed Ratcliff

Cerrone venceu por Finalização (mata-leão) aos 3:47 do terceiro round.